# Nyssicus topographicus
Nyssicus topographicus là một loài bọ cánh cứng trong họ Cerambycidae.